# LCD
LCD (engl. liquid crystal display) je zaslon temeljen na tehnologiji tekućih kristala. Danas se najčešće koriste u LCD monitorima u obliku aktivnih TFT LCD zaslona. TFT LCD zaslon sastoji se od određenog broja piksela, koji su poredani ispred nekog svjetlosnog izvora (danas najčešće LED-ice, a donedavno CCFL cijevi). Troši relativno malo električne energije, te zauzima malo prostora. Tekuće kristale otkrio je još 1888. godine austrijski botaničar F. Reintzer, kada je proučavao tvar po imenu cholesteryl benzoate. Taljenjem te tvari dobio je mutnu tekućinu koja se hlađenjem bistrila i na kraju se kristalizirala. Međutim, tek je 1968. godine pronađena tvar koja je na sobnoj temperaturi imala ova svojstva.

## Princip rada
Svaka točka (engl. piksel) LCD-a obično se sastoji od sloja molekula poredanih između dvije prozirne elektrode i dva filtera-polarizatora čije su osi polarizacije okomite jedna na drugu. Kada između polarizirajućih filtera ne bi bilo tekućeg kristala, svjetlost propuštenu kroz prvi filter, drugi (okomiti filter) bi apsorbirao.

Površina elektroda koje dodiruju tekući kristal obrađena je tako da orijentira molekule tekućeg kristala u određenom smjeru. To obično uključuje nanošenje tankog sloja polimera trljanjem u svim smjerovima npr. tkaninom. Smjer orijentacije tekućih kristala određen je smjerom trljanja. Elektrode su načinjene od transparentnog propusnog materijala zvanog Indij Kositar Oksid.

Prije pojave električnog polja, orijentacija molekula tekućeg kristala određena je orijentacijom površina elektroda. U zakrenutom nematičkom uređaju (v. en:Twisted nematic field effect), zbog okomite orijentacije dvaju elektroda, molekule se orijentiraju u spiralnu strukturu. To smanjuje rotaciju polarizacije odbijene (reflektirane) svjetlosti i uređaj izgleda sivo. Ako se stvori dovoljno visok napon, molekule tekućeg kristala u središtu sloja gotovo se posve ispravljaju i polarizacija ne zakreće odbijenu svjetlost . Svjetlost će dakle većinom biti polarizirana okomito na drugi filter i stoga apsorbirana pa će točka izgledati crno. Upravljanjem naponom koji prolazi kroz sloj tekućeg kristala svake od točaka, utječe se na količinu propuštenog svjetla - dakle na svjetlinu točke (tonovi sive).
Kod LCD-ova u boji, svaka se točka (piksel) sastoji od tri manje točke (podpiksela), koji su dodatnim filtrima obojeni crveno, zeleno i plavo. Svakim od spomenutih podpiksela upravlja se zasebno, a njihova rezultirajuća kombinacija je ton jedne boje.
Kemijska formula tekućih kristala koji se koriste u LCD-ima može varirati. Formule se mogu patentirati. Primjer je smjesa 2-(4-alkoksifenil)-5-alkilpirimidina s cijanobifenilom, koju su patentirali Merck i Sharp Corporation. Patent koji je pokrivao tu specifičnu smjesu je istekao.